# Lokomotiva M 112.0
V roce 1880 dodala floridsdorfská lokomotivka soukromé rakouské Severozápadní železnici ÖNWB 9 kusů malých parních lokomotiv řady ÖNWB IXb pořadových čísel 402 až 410. Později přešly k rakouskouherským drahám jako KkStB 4.0. Lokomotivy byly zajímavé konstrukce s přítomností zavazadlového oddílu. Byly v provozu zejména na tratích Trutnov – Svoboda nad Úpou, Velký Osek – Trutnov, Ostroměř – Jičín.
Po 1. světové válce zůstaly 3 kusy Československým státním drahám a byly v provozu na tratích Polná-Štoky – Polná město a Kutná Hora – Sedlec. V roce 1925 byly přeznačeny na M 112.001 až 003. Od roku 1937 jeden kus sloužil jako posunovací lokomotiva v pohraniční stanici Polaun / Polubný .
Do roku 1948 byly lokomotivy vyřazeny. Nezachovalo se žádné muzejní vozidlo.

## Galerie

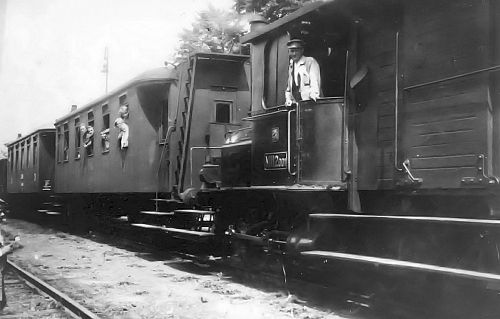
M 112.001, Polná, 1938
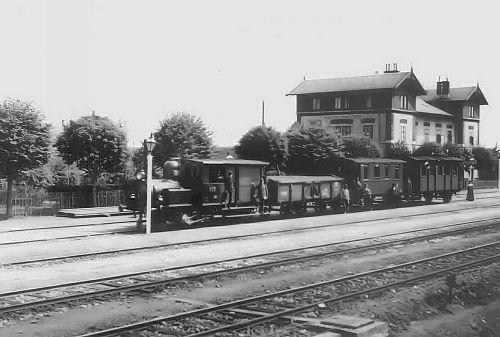
KkStB 400 IXb 405, Polná-Štoky (dnešní Dobronín), 1908